# Sean Finning

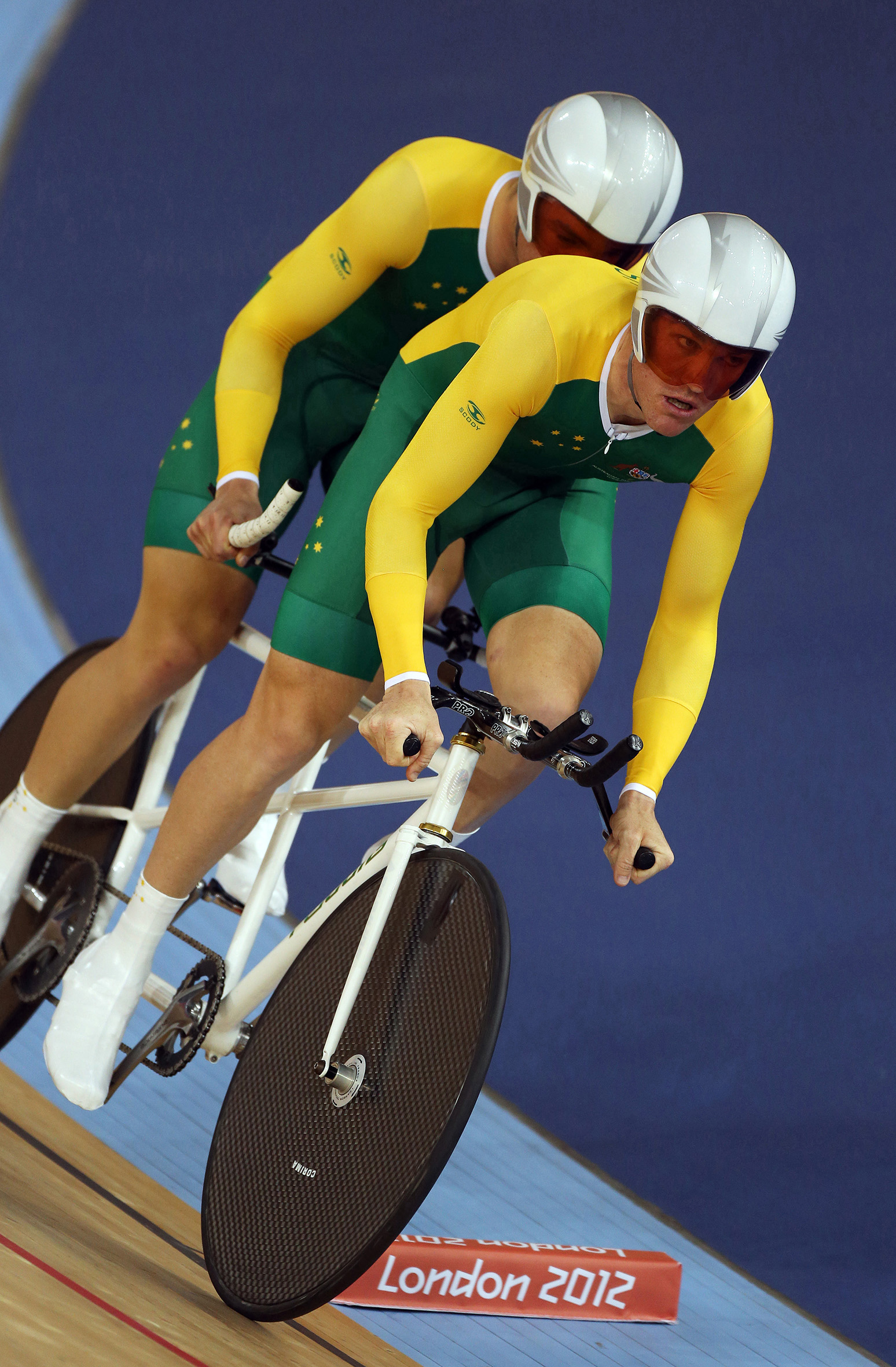
Finning courant comme guide pour Bryce Lindores aux Jeux paralympiques d'été de 2012.

Sean Finning, né le 22 janvier 1985 à Kyneton, est un coureur cycliste australien. Spécialiste de la piste, il est médaillé d'or de la course aux points aux Jeux du Commonwealth de 2006.

## Palmarès sur piste

### Jeux paralympiques
- Londres 2012
  -  Médaillé d'argent de la poursuite (avec Bryce Lindores)

### Championnats du monde
- Los Angeles 2005
  - 7e de la course aux points
- Bordeaux 2006
  - 9e de l'américaine

### Championnats du monde juniors
- Melbourne 2002
  -  Médaillé d'argent de la poursuite par équipes juniors
- Moscou 2003
  -  Médaillé de bronze de la poursuite par équipes juniors

### Coupe du monde
- 2004-2005
  - 3e de la poursuite par équipes à Sydney
  - 3e de la course aux points à Sydney

### Jeux du Commonwealth
| Édition / Épreuve | Course aux points |
| Melbourne 2006    | Or                |

### Championnats d'Océanie
| Édition / Épreuve | Course aux points | Scratch |
| Adélaïde 2008     | Bronze            |         |
| Invercargill 2011 | 4e                | 8e      |
| Adélaïde 2012     | 9e                | e       |

### Championnats d'Australie
- 2003
  -  Champion d'Australie de course aux points juniors
  -  Champion d'Australie de l'américaine juniors (avec Michael Ford)
- 2004
  -  Champion d'Australie de l'américaine
- 2005
  -  Champion d'Australie de course aux points
- 2007
  -  Champion d'Australie de poursuite par équipes
- 2008
  -  Champion d'Australie de poursuite par équipes
  -  Champion d'Australie de course aux points
- 2009
  -  Champion d'Australie de l'américaine

## Palmarès sur route
- 2006
  - 2e étape de la Coupe de la Paix
  - 1re étape du Tour du Gippsland
  - 5e étape du Tour de Tasmanie
- 2007
  -  Médaillé d'or de la course en ligne espoirs aux Jeux d'Océanie
  - 6e étape du Tour du Gippsland
  - 8e étape du Tour of the Murray River
- 2007
  - 3e, 8e et 10e étapes du Tour of the Murray River
- 2009
  - 13e étape du Tour of the Murray River
- 2012
  - 4e du championnat d'Océanie sur route